# 周凤 (摔跤运动员)
周凤（1993年9月12日—），中国女子摔跤运动员。

## 战绩
2018年雅加达亚运会上，周凤获得女子自由式摔跤68公斤级冠军。她曾代表中国参加2016年和2020年夏季奥林匹克运动会摔跤比赛。曾获得2014年亚洲运动会摔跤比赛金牌。